# Skallerup-Vennebjerg-Mårup Pastorat
Skallerup-Vennebjerg-Mårup Pastorat er et pastorat i Hjørring Søndre Provsti, Aalborg Stift med de tre sogne:
- Skallerup Sogn
- Vennebjerg Sogn
- Mårup Sogn

I pastoratet er der fire kirker
- Skallerup Kirke
- Vennebjerg Kirke
- Mårup Kirke (som er truet af havet og derfor siden 1928 ude af regelmæssig brug)
- Lønstrup Kirke